# منتج نفطي

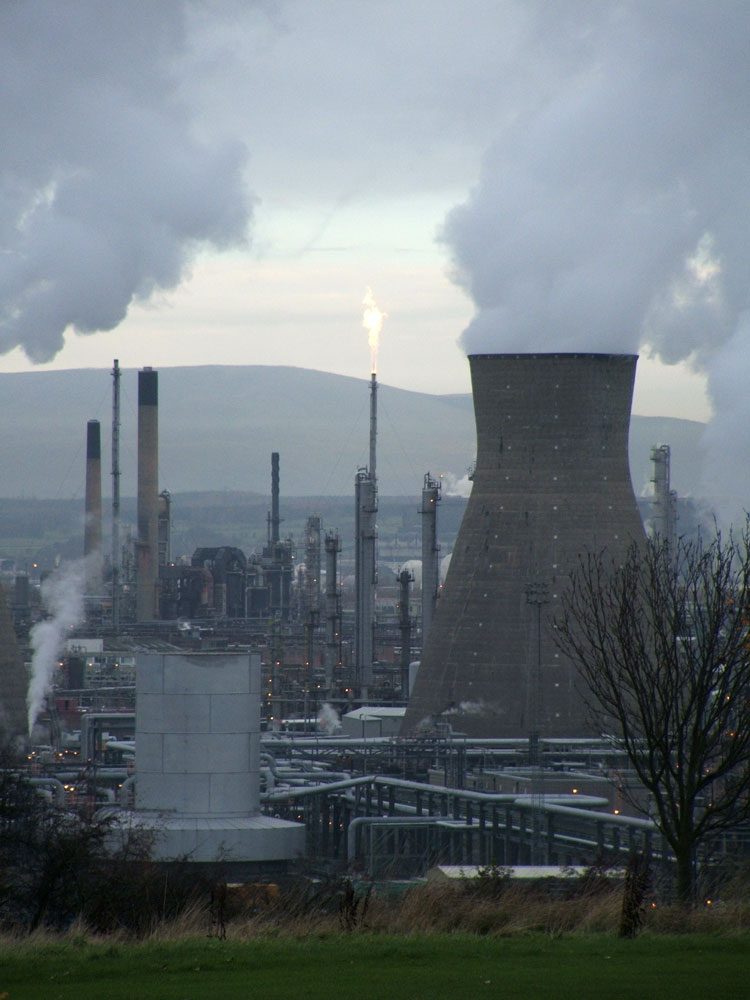
مصفاة بتروكيماويات في غرانغماوث, اسكتلندا.

المنتجات النفطية أو المنتجات البترولية هي مواد ذات استخدامات متعددة مشتقة من النفط الخام عند تكريها في مصافي النفط.
وطبقا لتركيب الزيت الخام والطلب، يمكن للمصافي أن تنتج نسب مختلفة من المنتجات البترولية. وأكبر نصيب للمنتجات البترولية يستخدم في إنتاج الطاقة بدرجات مختلفة من زيت الوقود والبنزين. كما أن المصافي تنتج كيماويات أخرى يستخدم بعضها في العمليات الكيميائية لإنتاج اللدائن وغيرها من المواد النافعة. ولاحتواء النفط على الكبريت، يعتبر الكبريت من المنتجات النفطية نظرا لأنه ينتج بكميات كبيرة أثناء التكرير. كما ينتج الكربون والهيدروجين كمشتقات نفطية على شكل ما يسمى كوك النفط. ويستخدم الهيدروجين الناتج كوسيط لعمليات التصفية الأخرى للنفط مثل التكسير الحفزي نزع الكبريت باستخدام الهيدروجين.

## المنتجات الرئيسية لمصافي النّفط

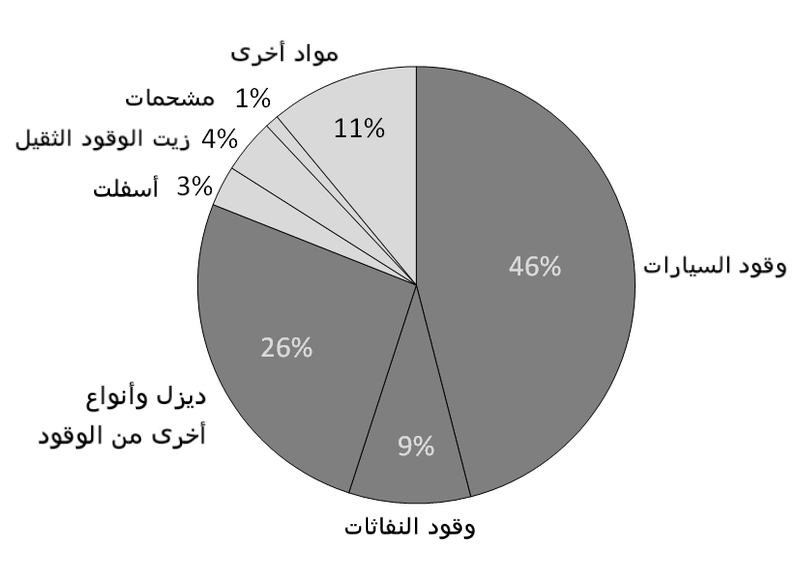
تمثيل بياني للمنتجات النفطية المستحصلة من برميل واحد للنفط الأمريكي.

| - البتروكيمياويات (اللدائن) - أسفلت - وقود الديزل - زيوت الوقود - بنزين (وقود) |  | - كيروسين - الغاز النفطي المسال (غ ن م) - زيوت التشحيم - شمع البرافين - قار |